# Eva Wlodarek
Eva Wlodarek (* 1947) ist Diplom-Psychologin, Autorin und Referentin aus Hamburg.

## Leben
Eva Wlodarek studierte zunächst Germanistik und Philosophie an der Universität zu Köln und an der Albert-Ludwigs-Universität Freiburg mit Abschluss 1. und 2. Staatsexamen, anschließend Psychologie an der Universität Hamburg. 1987 promovierte sie als Diplom-Psychologin über das Thema „Glücklichsein“. Sie hat die Approbation als Psychologische Psychotherapeutin sowie Zusatzausbildungen in Gesprächstherapie, Verhaltenstherapie und Gestalttherapie. Eva Wlodarek lebt in Hamburg; sie ist verheiratet und hat einen Sohn.

## Beruf
Seit 1979 führt sie eine psychologische Praxis in Hamburg. Parallel dazu war sie von 1980 bis 2007 die beratende Psychologin der Zeitschrift Brigitte. 2012 entwickelte sie das Magic-Me-Coaching, ein Online-Coaching für Frauen.
Eva Wlodarek hat zahlreiche Ratgeber mit dem Schwerpunkt Persönlichkeitsentfaltung und Ausstrahlung geschrieben, die bisher in sieben Sprachen übersetzt wurden, u. a. ins Chinesische. Sie hält in Deutschland, Österreich und der Schweiz Vorträge zu den Themen ihrer Bücher.
Sie war eine der Ersten (seit 1980), die in Deutschland für Medien, Produktwerbung und PR Psychologische Tests entwickelte, u. a. auch für das Fernsehen. Sie ist Autorin der 16-teiligen auf visuellen Psycho-Tests basierenden Fernsehserie „Mal ehrlich“ des Südwestfunk Stuttgart. Autorin der ARD Samstagabend Show „Der große Partnertest“ und als Psychologin Co-Moderatorin von Jörg Pilawa, November 2004 und Oktober 2005. Autorin der Tests für die RTL-Show "Typisch Mann – typisch Frau" mit Günther Jauch.

### Psychotherapie und Coaching
Seit 1979 Psychologische Psychotherapeutin in eigener Praxis in Hamburg. Zusatzausbildung: Gesprächspsychotherapie, Verhaltenstherapie und Gestalttherapie. Schwerpunkt: Entfaltung des persönlichen Potenzials.
1981–1983 Lehrauftrag an der Universität Hamburg, Psychologisches Institut.
1987 Promotion zum Dr. phil. mit Dissertation zum Thema „Glück“.
Referentin und Seminartrainerin im Bereich Persönlichkeitsentwicklung und Kommunikation.

### Buchautorin und Referentin
Eva Wlodarek ist seit 1995 Autorin von Ratgeber-Büchern. Ihre Bücher erscheinen bei den Verlagen dtv, S.Fischer, Campus, Herder, Kreuz, Kösel. Zahlreiche Vorträge zu den Buchthemen in Deutschland, Österreich und der Schweiz. Themenschwerpunkt ist die Entfaltung des persönlichen Potenzials.

## Veröffentlichungen
- Souverän ich selbst So gewinnen Frauen Sicherheit und Stärke, dtv Verlagsgesellschaft, 2023, ISBN 978-3-423-26345-0.
- Die Kraft der Wertschätzung. Sich selbst und anderen positiv begegnen, dtv Verlagsgesellschaft, München 2019, ISBN 978-3-423-26219-4.
- Einsam. Vom mutigen Umgang mit einem schmerzhaften Gefühl. Kösel, München 2015, ISBN 978-3-466-31032-6.
- Selbstvertrauen stärken und ausstrahlen. Kreuz, Freiburg i.Brsg 2014, ISBN 978-3-451-61301-2.
- Passt genau. Endlich den richtigen Partner finden. Deutscher Psychologen Verlag, Berlin 2013, ISBN 978-3-942761-25-3.
- Tango Vitale. Von Schicksalsschlägen und anderen glücklichen Umständen. Campus, Frankfurt a. M. 2012, ISBN 978-3-593-39253-0.
- Wunscherfüllung für Selbstabholer. Wie Ihre Wünsche Wirklichkeit werden. Campus, Frankfurt a. M. 2009, ISBN 978-3-593-38936-3.
- Weil du es dir wert bist. Sicherheit und Stärke gewinnen. S.Fischer, Frankfurt a. M. 2008, ISBN 978-3-596-17685-4.
- Hilf dir selbst. Die besten Rezepte gegen Frust und Krise. Krüger, Frankfurt a. M. 2004, ISBN 3-8105-2347-X.
- Go! Mehr Selbstsicherheit gewinnen. Krüger, Frankfurt a. M. 2002, ISBN 3-8105-2344-5
- Spielregeln des Lebens für mehr Glück und Erfolg. S.Fischer, Frankfurt a. M. 2001, ISBN 3-596-15696-3.
- Jetzt geh ich´s an. Wege aus der Einsamkeit. Krüger, Frankfurt a. M. 1999, ISBN 3-8105-2335-6.
- Mich übersieht keiner mehr. Größere Ausstrahlung gewinnen. Krüger, Frankfurt a. M. 1997, ISBN 3-596-14458-2.
- Den richtigen Mann finden: Sechs Schritte zur passenden Partnerschaft. Mosaik, Berlin 1995, ISBN 3-57610-419-4 (neu aufgelegt S.Fischer, Frankfurt a. M. 2006, ISBN 978-3596140800).

## Medienpräsenz
- 1979 Redakteurin der Zeitschrift „Brigitte“, Aufbau des Ressort Psychologie.
- Von 1980 bis 2007 Psychologin der Zeitschrift „Brigitte“ (Gruner & Jahr).
- Interviews und Auftritte in Rundfunk und Fernsehen.
- Empirische Untersuchungen. U.a. für Cosmopolitan zum Thema „Karriere“, zum Thema „Partnerschaft“ mit Liz und Reinhard Mohn für die Bertelsmann-Stiftung.